# Otto Werner (Politiker, 1937)
Otto Werner (* 12. November 1937 in Göttingen; † 31. Januar 2010 in Kaufbeuren) war ein bayerischer Kommunal- und Landespolitiker (SPD).
Werner studierte Geschichte, Politische Wissenschaften, Soziologie und Philosophie in Göttingen, Freiburg und Berlin.
Von 1978 bis 1986 war er als Abgeordneter der SPD Mitglied des Bayerischen Landtags. Von 1984 bis 1990 gehörte er zudem dem Stadtrat von Kaufbeuren an.